# Jan Jastrzębski (major artylerii)

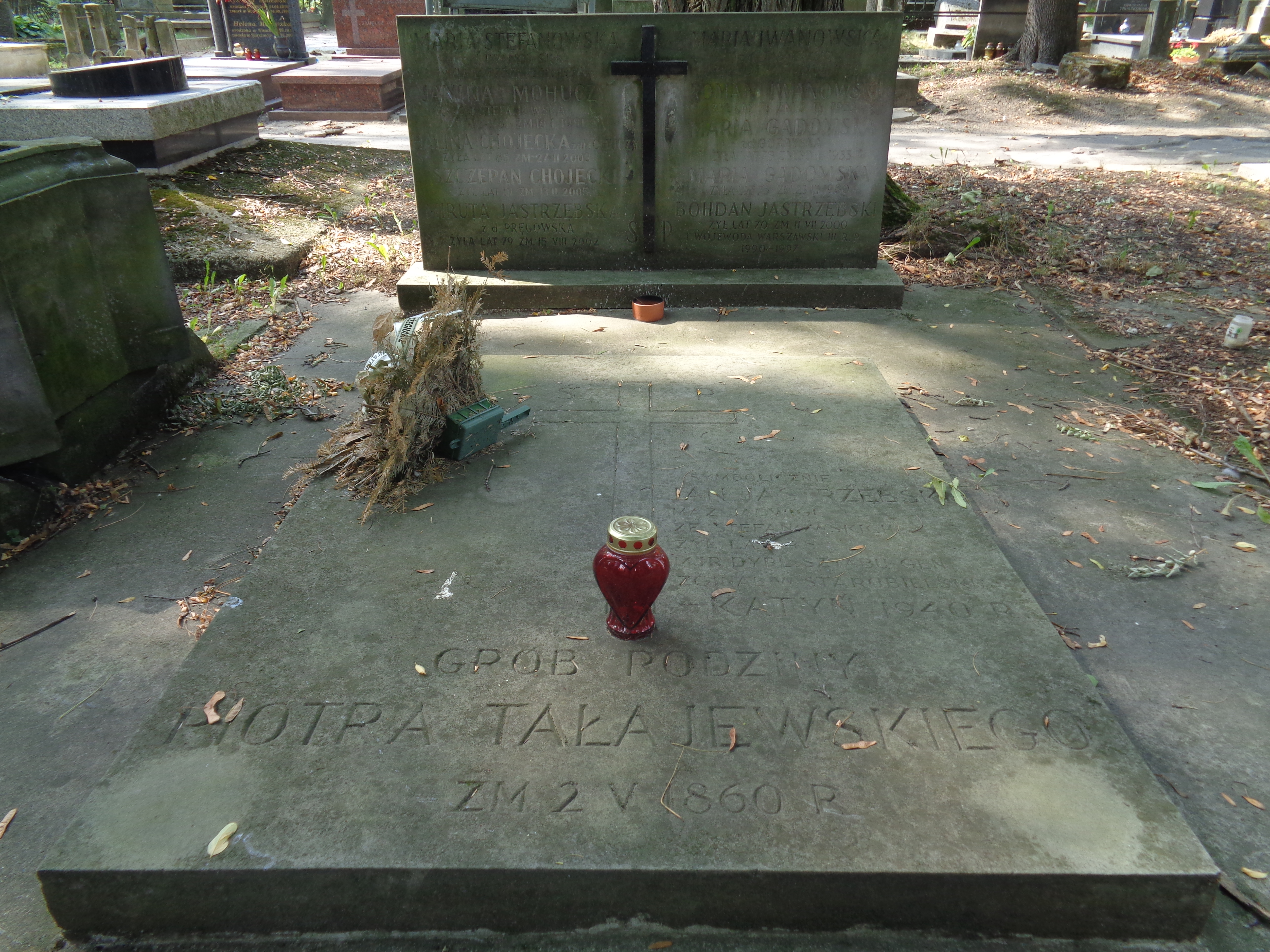
Grób Bohdana i symboliczny Jana Jastrzębskiego na cmentarzu Powązkowskim.

Jan Stanisław Jastrzębski herbu Ślepowron (ur. 23 kwietnia 1892 w Samborze, zm. wiosną 1940 w Charkowie) – major dyplomowany artylerii Wojska Polskiego, burmistrz Lubartowa, ofiara zbrodni katyńskiej.

## Życiorys
Urodził się 23 kwietnia 1892 w Samborze, w rodzinie Mariana i Olimpii z Wesołowskich. W 1910 ukończył gimnazjum w Stanisławowie, wydział prawa na Uniwersytecie Jagiellońskim w Krakowie. W latach 1908–1910 był członkiem Stowarzyszenia Młodzieży Polskiej w Stanisławowie. W latach 1914–1918, podczas I wojny światowej, walczył w szeregach cesarskiej i królewskiej armii. Jego oddziałem macierzystym był 10 pułk artylerii górskiej. Na stopień podporucznika rezerwy został mianowany ze starszeństwem z 1 stycznia 1916 w korpusie oficerów artylerii polowej i górskiej.
27 stycznia 1920 rozpoczął naukę na II kursie Wojennej Szkoły Sztabu Generalnego w Warszawie. W połowie kwietnia 1920 został wysłany na front bolszewicki i przydzielony do Dowództwa 2 Brygady Artylerii. Od stycznia do 6 września 1921 kontynuował naukę w Wojennej Szkoły Sztabu Generalnego.
W październiku 1921, po ukończeniu kursu, minister spraw wojskowych, na wniosek szefa Sztabu Generalnego, przyznał mu „pełne kwalifikacje do pełnienia służby na stanowiskach Sztabu Generalnego” i przydzielił do Inspektoratu Armii Nr III w Toruniu na stanowisko 2 referenta. Jego oddziałem macierzystym był 6 pułk artylerii polowej w Krakowie. 3 maja 1922 został zweryfikowany w stopniu kapitana ze starszeństwem od 1 czerwca 1919 i 134. lokatą w korpusie oficerów artylerii. Z dniem 12 października 1922 został przydzielony na stanowisko szefa sztabu 4 Dywizji Piechoty w Toruniu. We wrześniu 1923 został przydzielony do Oddziału I Sztabu Generalnego. Został awansowany do stopnia majora ze starszeństwem z dniem 1 lipca 1925. Pełnił funkcję dowódcy I dywizjonu 2 pułku artylerii polowej Legionów w Kielcach. W grudniu 1929 został przeniesiony do Dowództwa Okręgu Korpusu Nr VI we Lwowie na stanowisku szefa oddziału. W listopadzie 1932 został zwolniony z zajmowanego stanowiska w Sztabie Głównym i oddany do dyspozycji dowódcy Okręgu Korpusu Nr I, a z dniem 31 marca 1933 przeniesiony w stan spoczynku. W 1934, jako oficer stanu spoczynku pozostawał w ewidencji Powiatowej Komendy Uzupełnień Wilejka. Posiadał przydział do Oficerskiej Kadry Okręgowej Nr III. Był wówczas „przewidziany do użycia w czasie wojny”.
Od stycznia 1935 do września 1939 był burmistrzem miasta Lubartowa. Ponadto był m.in. prezesem oddziału powiatowego Związku Straży Pożarnych, przewodniczącym powiatowego Komitetu Zimowej Pomocy Bezrobotnym, wiceprezesem powiatowego Związku Rezerwistów, członkiem powiatowej Rady Szkolnictwa oraz członkiem zarządu Związku Elektryfikacyjnego w Lublinie.
Po wybuchu II wojny światowej przydzielony do Dowództwa Okręgu Korpusu nr II w Lublinie. W czasie kampanii wrześniowej – po agresji ZSRR na Polskę z 17 września 1939 – w nieznanych okolicznościach wzięty do niewoli sowieckiej i przewieziony do obozu w Starobielsku. Wiosną 1940 został zamordowany przez funkcjonariuszy NKWD w Charkowie i pogrzebany potajemnie w bezimiennej mogile zbiorowej w Piatichatkach, gdzie od 17 czerwca 2000 mieści się oficjalnie Cmentarz Ofiar Totalitaryzmu w Charkowie. Figuruje na tzw. liście Gajdideja (poz. 3903).
W 1927 ożenił się z Jadwigą Stefanowską, z którą miał syna Bohdana Michała (1929–2000), wojewodę warszawskiego.

## Ordery i odznaczenia
- Krzyż Walecznych dwukrotnie[28][3] (po raz pierwszy w 1922[29])
- Medal Pamiątkowy za Wojnę 1918–1921[3]
- Medal Dziesięciolecia Odzyskanej Niepodległości[3]

austro-węgierskie
- Brązowy Medal Zasługi Wojskowej z mieczami na wstążce Krzyża Zasługi Wojskowej[4]
- Brązowy Medal Waleczności[4]
- Krzyż Wojskowy Karola[4]

## Upamiętnienie
5 października 2007 minister obrony narodowej Aleksander Szczygło mianował go pośmiertnie na stopień podpułkownika. Awans został ogłoszony 9 listopada 2007 w Warszawie, w trakcie uroczystości „Katyń Pamiętamy – Uczcijmy Pamięć Bohaterów”.
W ramach akcji „Katyń... pamiętamy” / „Katyń... Ocalić od zapomnienia” przy Zespole Szkół w Wohyniu został zasadzony Dąb Pamięci Jana Jastrzębskiego.
Jego grób symboliczny znajduje się na cmentarzu Powązkowskim w Warszawie (kwatera 179-5-26,27).